# Karlshof (Radebeul)
Der ehemalige Karlshof, heute ein Wohnhaus, liegt in der Waldstraße 10 im Stadtteil Oberlößnitz der sächsischen Stadt Radebeul.

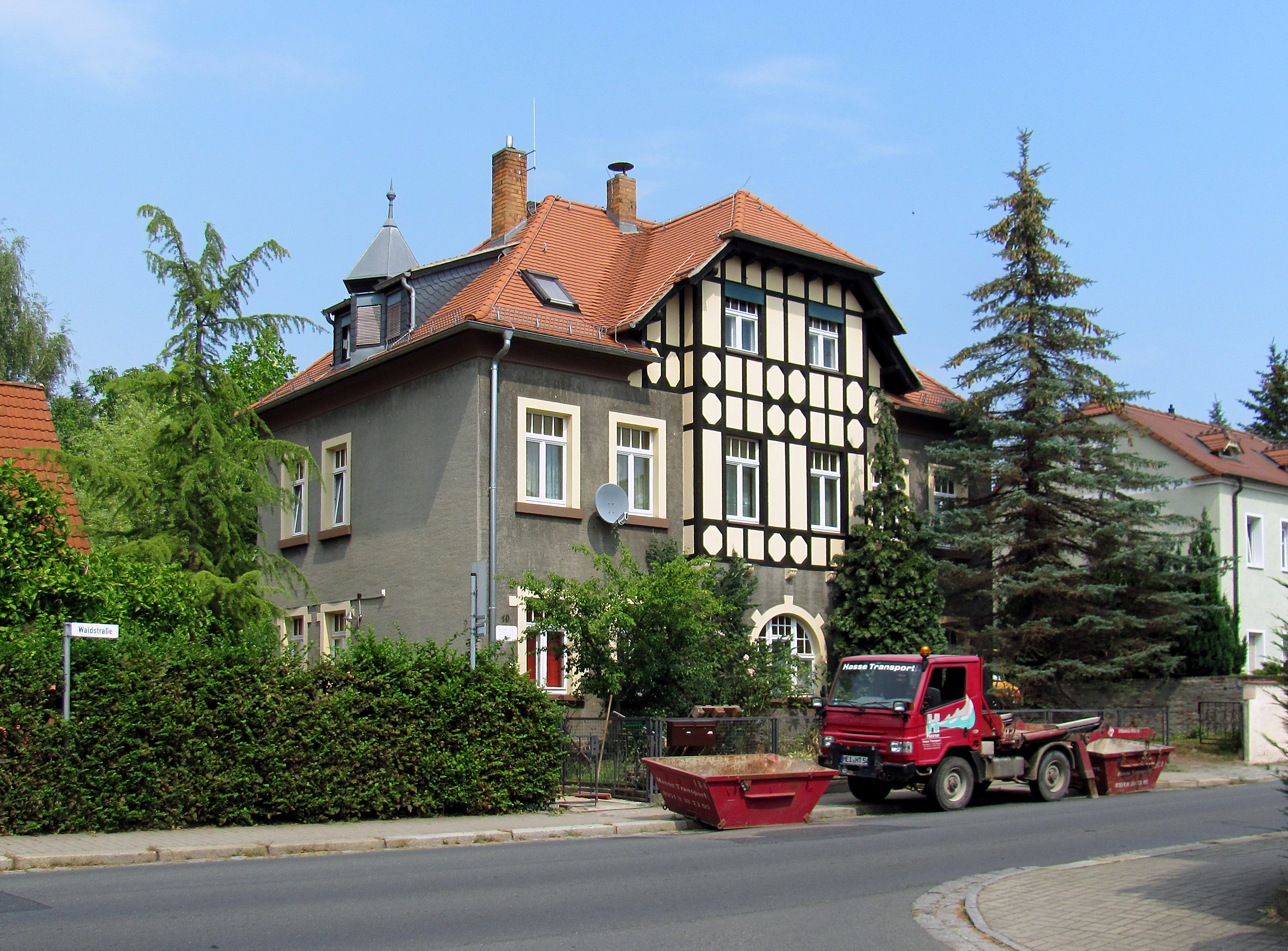
Waldstraße 10

## Beschreibung
Das zweigeschossige, unter Denkmalschutz stehende Mietshaus Waldstraße 10 ist ein freistehendes Wohngebäude auf einem Bruchsteinsockel und mit einem ziegelgedeckten, hohen Walmdach. Auf diesem befindet sich über der linken, rückwärtigen Gebäudekante eine große Gaube mit einem Spitzhelm.
In der symmetrisch ausgebildeten, sechsachsigen Straßenansicht nach Süden steht ein dreigeschossiger Mittelrisalit mit einem über zwei Fensterachsen reichenden Halbrundfenster im Erdgeschoss. Die beiden Obergeschosse unter dem Krüppelwalmgiebel sind mit Zierfachwerk geschmückt.
Die ursprüngliche Geschossgliederung der leicht reduzierten, rau verputzten Fassaden ist inzwischen verschwunden. Die Fenster werden durch Sandsteingewände eingefasst.

## Geschichte
Der Dresdner Mediziner Otto Kohlschütter kaufte 1846 den Karlshof, ein Weingut in der Lößnitz, wo er bis zu seinem Tod  1853 lebte. Kohlschütters Witwe findet sich dann später unter benachbarten Adressen, so 1859 unter der Waldstraße 20 (Haus Arnim) und 1860 unter Wettinstraße 2 (Kyau-Haus).
Der Tischlermeister Bruno Schröter reichte im April 1906 einen Bauantrag zum kompletten Umbau seines Wohngebäudes ein, so dass dieser einem Neubau gleichkam. Die Pläne dazu stammten von dem Architekten Johannes Heinsius. Anfang Januar 1907 ersuchte Schröter „für sich und seine Familie“ die Amtshauptmannschaft Dresden-Neustadt um sofortige Bezugsgenehmigung seines Hauses, „da ich die jetzt innegehabten der Frau von Carlowitz gehörigen Räume am 15. Januar wegen Besuch der Königl. Hofbälle räumen muß.“ Die Baurevision erfolgte dann Ende Februar 1907.